# Poste frontalier de l'Arche de la Paix
Le poste frontalier de l'Arche de la Paix (Peace Arch en anglais) est un poste-frontière situé le long de la frontière entre le Canada et les États-Unis reliant les communautés de Blaine dans l'État de Washington aux États-Unis et de Surrey dans la province de la Colombie-Britannique au Canada. Il est rejoint par l'Interstate 5 du côté américain et l'autoroute provinciale 99 du côté canadien. Il s'agit de la route la plus directe reliant les villes principales de Seattle et de Vancouver. Il est le troisième poste frontalier le plus fréquenté de la frontière canado-américaine avec un total de voitures allant jusqu'à 4 800 par jour. En conséquence, les temps d'attente peuvent aller jusqu'à quatre heures.
Entre les deux postes de contrôle frontaliers, se trouve le parc de l'Arche de la Paix (en). À l'intérieur du parc, les visiteurs sont libres de traverser la frontière. L'Arche de la Paix a été construite en 1921. Puisque le poste frontalier de l'Arche de la Paix se trouve à moins de 1,5 km à l'ouest du poste frontalier de la route Pacific (en), les véhicules commerciaux ne peuvent y traverser afin de rendre l'expérience des visiteurs du parc meilleure.

## Annexe